# 길 잃은 사람들
"길 잃은 사람들"은 한국에서 제작된 김한일 감독의 1958년 영화이다. 최무룡 등이 주연으로 출연하였고 임화수 등이 제작에 참여하였다.

## 출연

### 주연
- 최무룡
- 윤일봉

## 기타
- 조명: 고해진
- 미술: 임명선